# Chi Persei
Chi Persei (7 Persei) é uma estrela na direção da constelação de Perseus. Possui uma ascensão reta de 02h 18m 04.60s e uma declinação de +57° 30′ 58.8″. Sua magnitude aparente é igual a 5.99. Considerando sua distância de 710 anos-luz em relação à Terra, sua magnitude absoluta é igual a 0.32. Pertence à classe espectral G7III. A nomenclatura "chi Persei" pode também designar o aglomerado aberto NGC 884.